# Stiftung Juliusspital Würzburg

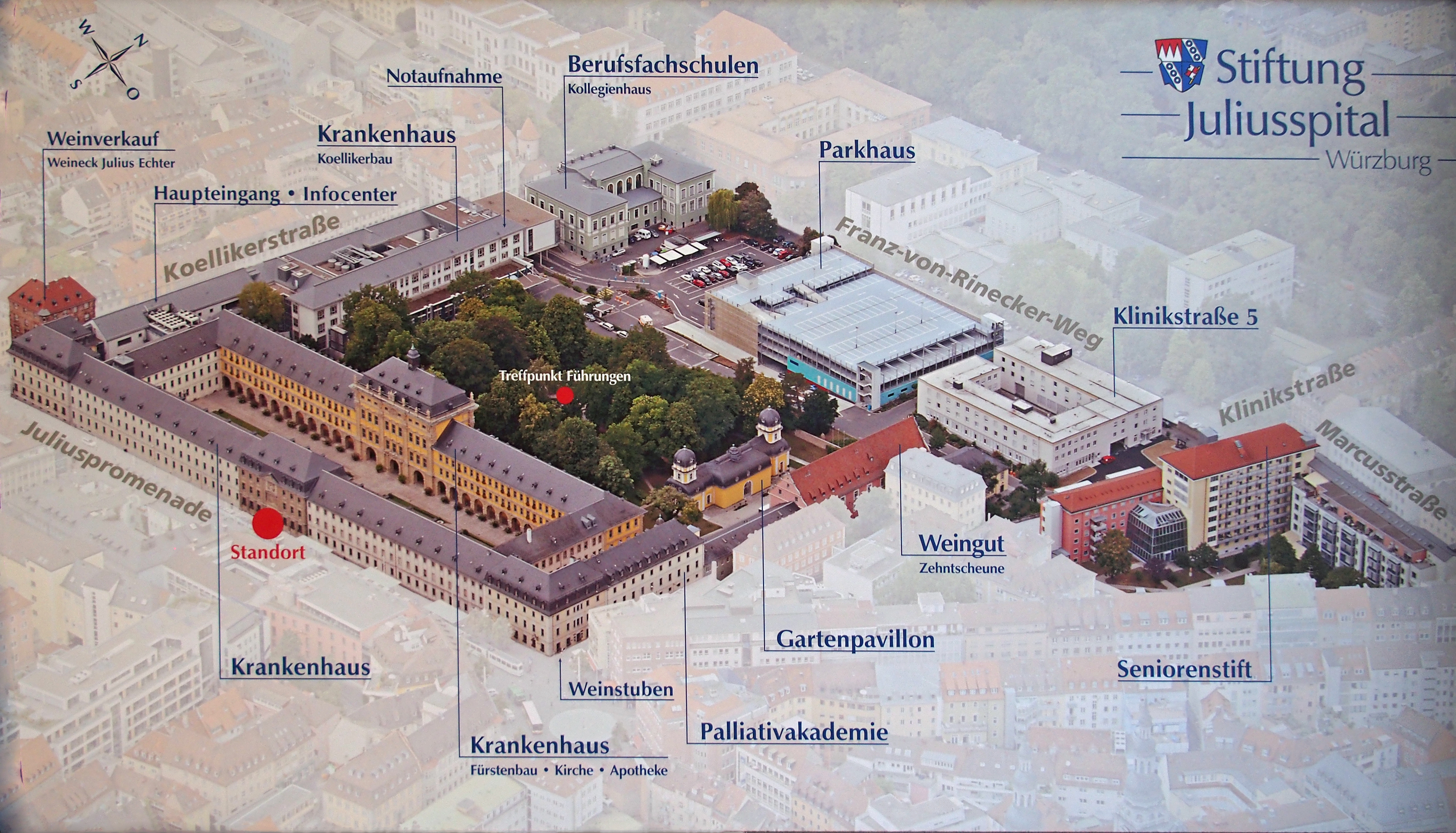
Übersichtsplan der Liegenschaft

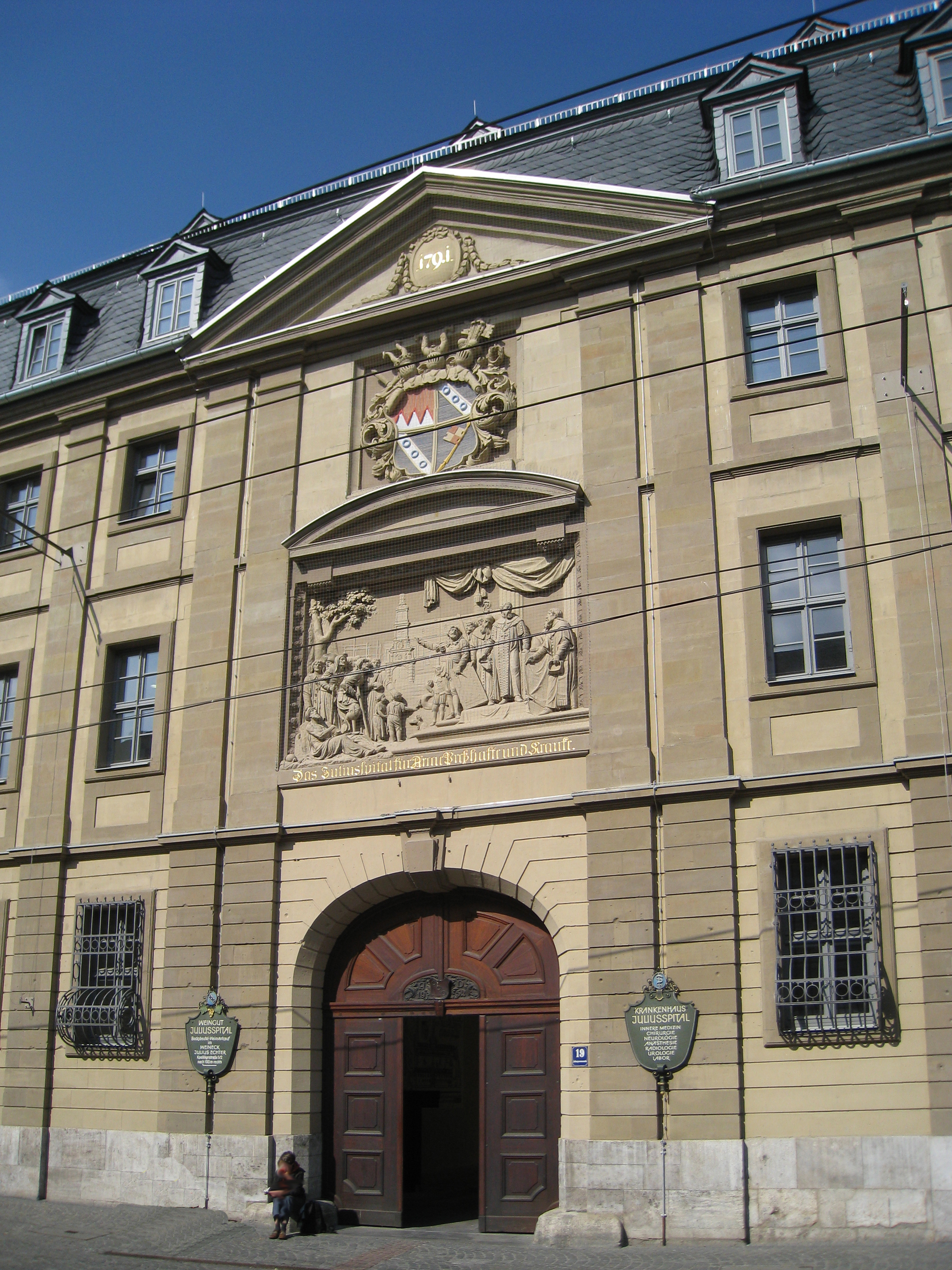
Eingang des Juliusspitals an der Juliuspromenade, 2008

Die Stiftung Juliusspital Würzburg ist eine 1579 erfolgte Gründung des Würzburger Fürstbischofs Julius Echter von Mespelbrunn. Kernstück der Stiftung ist das 1580 eröffnete Juliusspital, ein Krankenhaus der Schwerpunktversorgung mit 365 Betten. Außerdem gehören zu ihr ein Seniorenstift mit 150 Bewohnern, das Weingut Juliusspital (das zweitgrößte Weingut Deutschlands) und das Kloster Vogelsburg mit seinen Weingütern an der Volkacher Mainschleife.

## Gründungsgeschichte

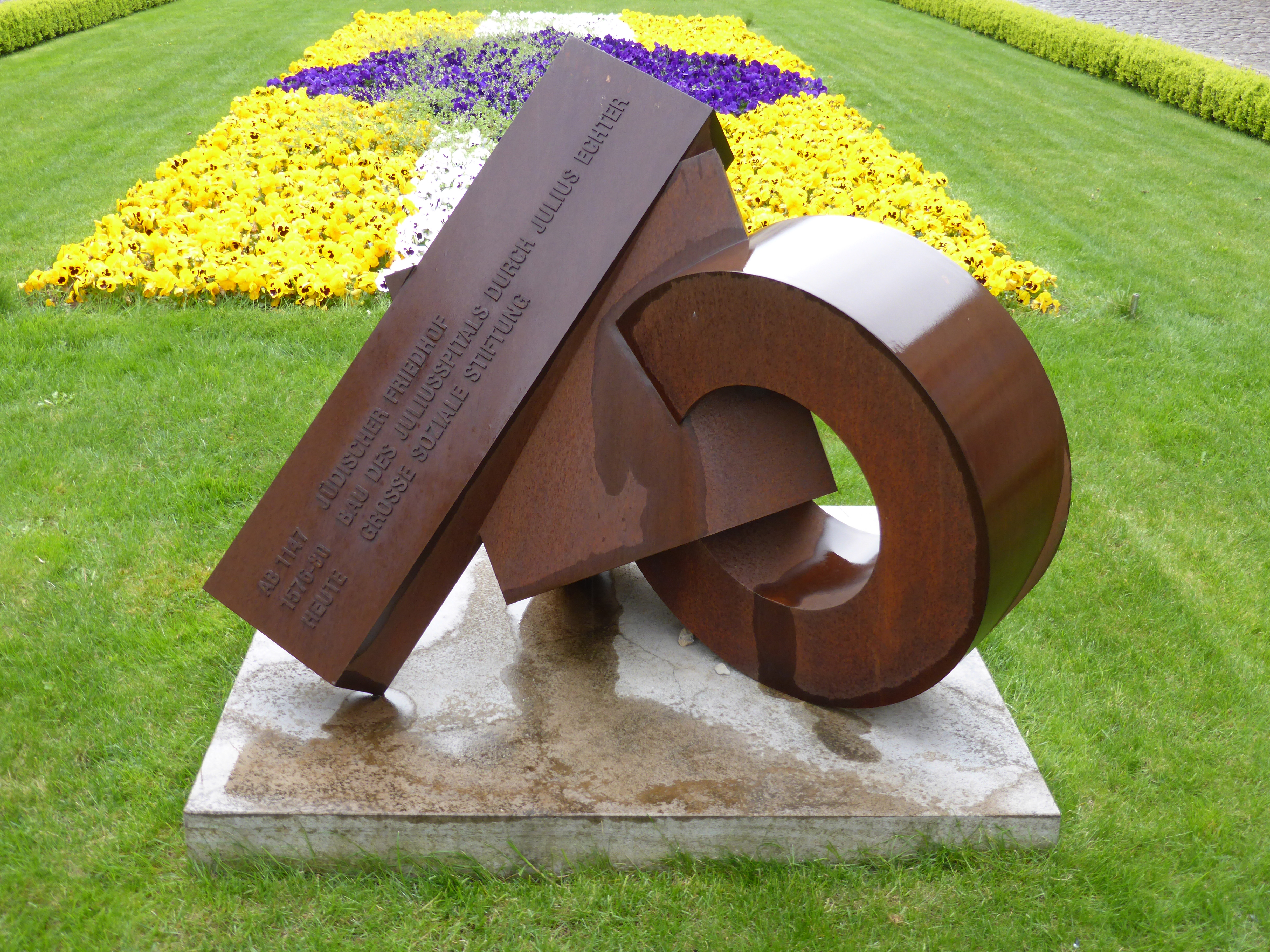
Historischer Gedenkpunkt, Skulptur von Kurt Grimm, 2013

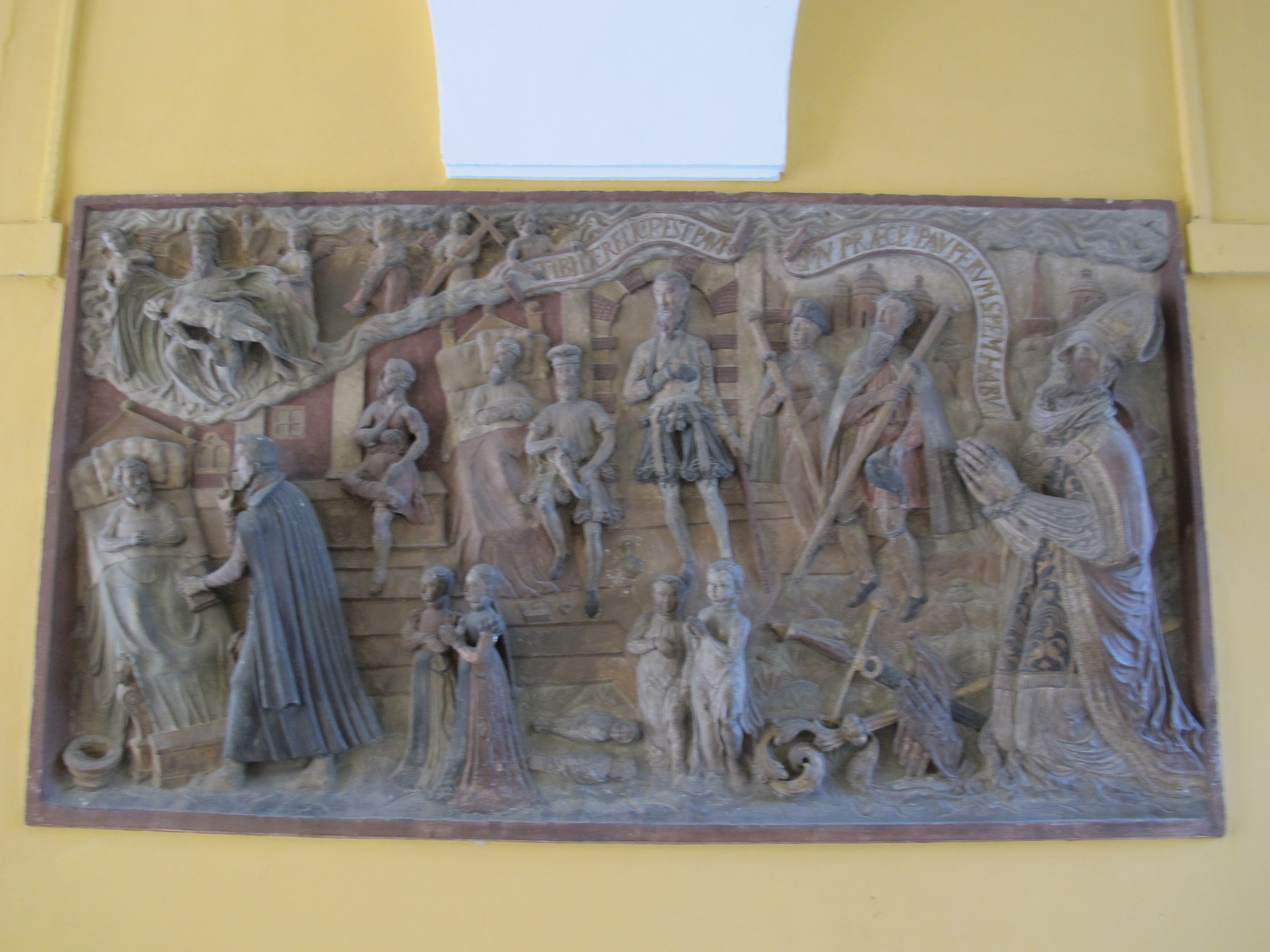
Ehemaliges Portalrelief des Juliusspitals (heute im Mitteldurchgang des Fürstenbaus), die „Steinerne Stiftungsurkunde“, geschaffen von dem noch der mittelalterlichen Gotik nahestehenden Würzburger Meister Hans Rodlein 1576 bis 1578

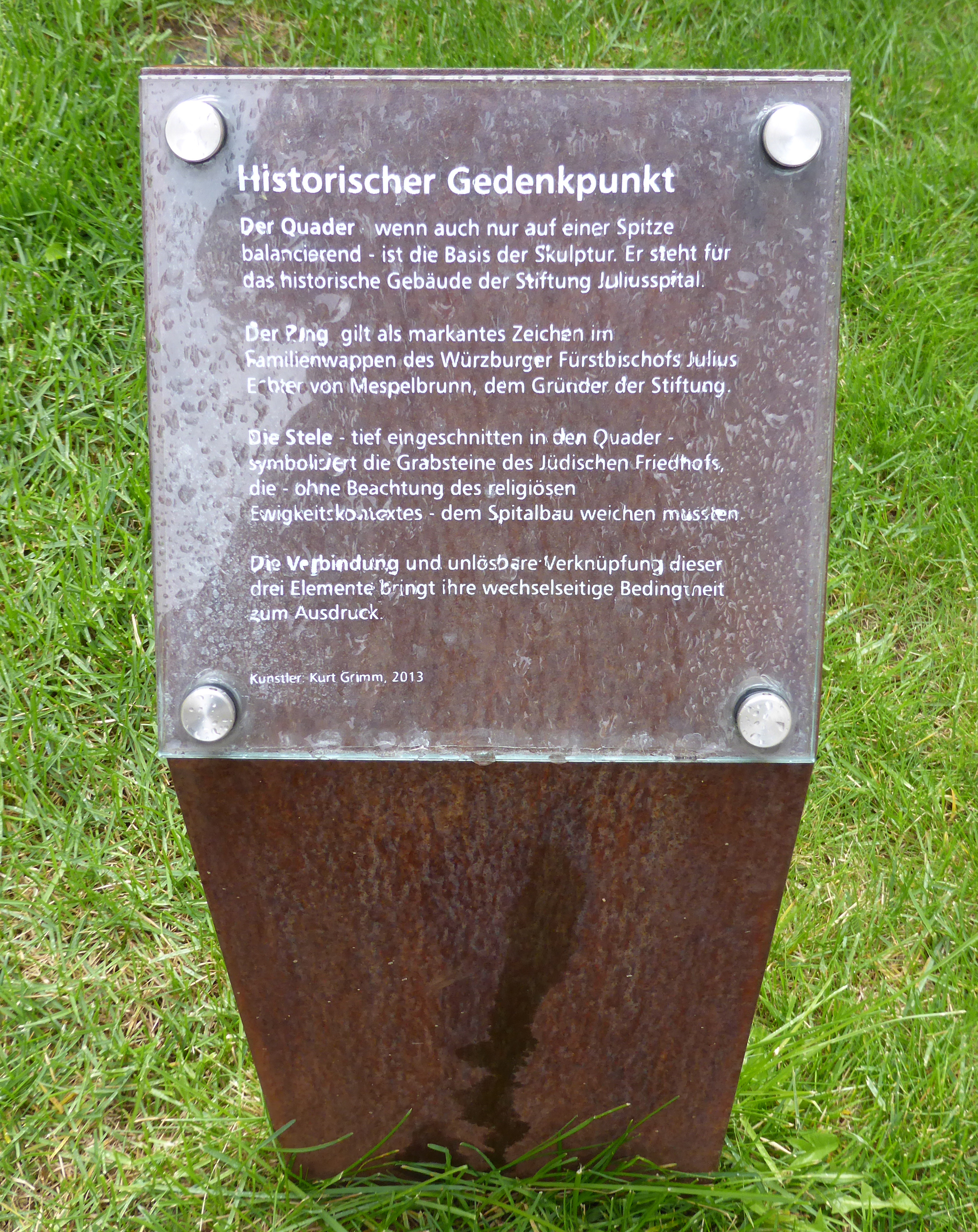
Hinweis auf Symbolik der Skulptur: Quader als Gebäude, Ring als Familienwappen, Stele als Grabstein des zerstörten jüdischen Friedhofs

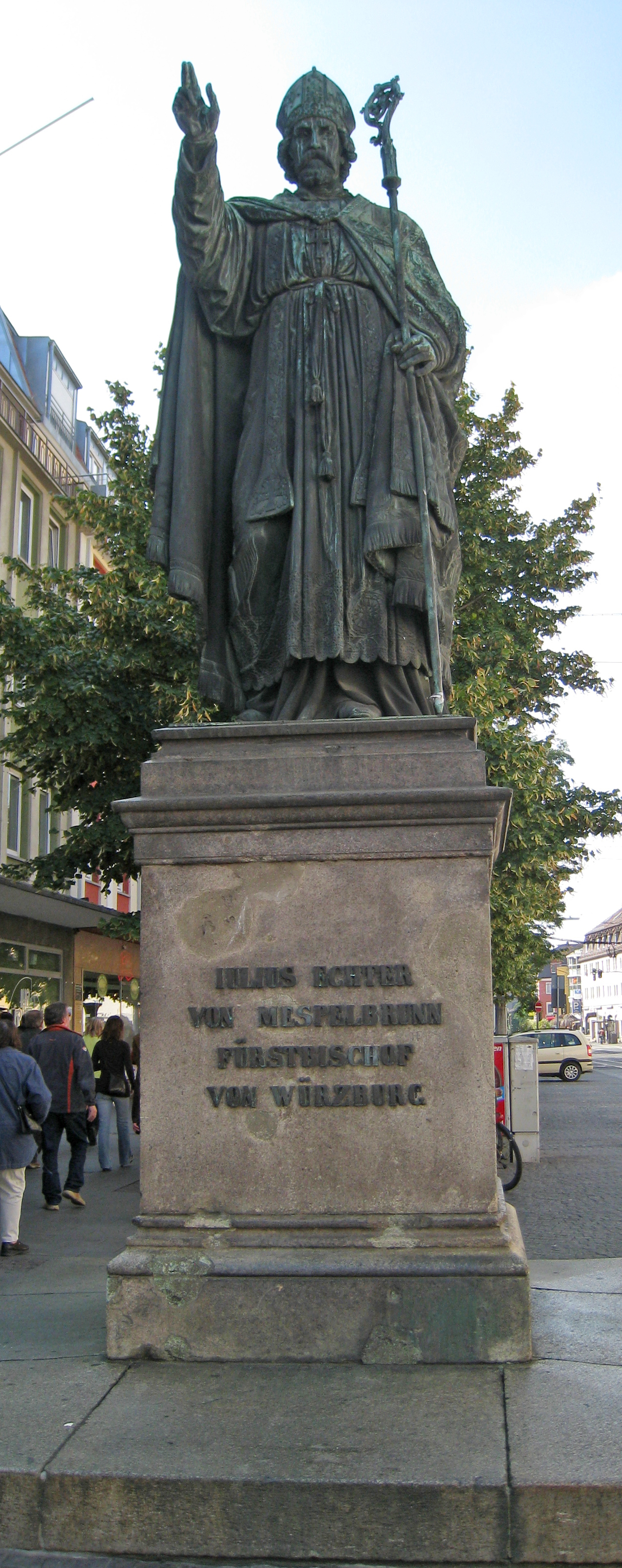
Statue des Julius Echter in Würzburg, gegenüber dem Juliusspital an der Juliuspromenade

Als Julius Echter 1573 zum Bischof von Würzburg gewählt wurde, war er vom Erzbistum Mainz dem Würzburger Domkapitel empfohlen und gezielt auf seine Aufgabe vorbereitet worden. Das Bistum steckte in den religiösen Wirren der Reformation, und der fränkische Adel war überwiegend zum Protestantismus übergetreten. Damit nicht gemäß dem Spruch Cuius regio, eius religio auch ein Großteil der fränkischen Bevölkerung zum Protestantismus wechselte, wollte man einen durchsetzungsstarken Fürstbischof.
Julius Echter erkannte bald das Fehlen von ausreichend Armen- und Krankenhäusern und medizinischen Ausbildungsmöglichkeiten in seiner Residenzstadt Würzburg. Ein Hospital, das Bürgerspital zum Heiligen Geist, existiert seit 1316, gegründet durch Johann von Steren, einen Würzburger Patrizier. Zuvor gegründete Spitäler waren St. Margareth (das ehemals am südöstlichen Stadttor gelegene, 1120 dem benachbarten Kloster St. Stephan unterstellte, vermutlich auch ärztlich versorgte Spital) und das zunächst dem Ägidius geweihte und auch als Krankenhaus dienende Dietrichspital (1144).
Julius Echter, der auch die Wiedererrichtung der darniederliegenden Würzburger Universität betrieb, stiftete sein Spital aus seinem Privatvermögen. Er kaufte Gärten und Lagerplätze auf, ließ aber auch noch den Judenfriedhof der in den 1560er Jahren aus dem Hochstift Würzburg ausgewiesenen Judenschaft dazu einebnen, den die Jüdische Gemeinde auf ewige Zeiten gekauft hatte. Der Grundstein für den Spitalbau wurde am 12. März 1576 durch den Fürstbischof gelegt. Damit begann die Spitalgeschichte. Im Stiftungsbrief vom 12. März 1579 sicherte der Fürstbischof den Unterhalt der Anlage durch Überschreibung von Grundbesitz wie Äcker, Weinberge und Wälder, die bis heute ihren Wert nicht verloren haben. Die Einweihung des Juliusspitals (früher auch Julius-Hospitals, Julier-Spital und Julier-Hospital genannt) erfolgte am 10. Juli 1580 und es wurden die ersten 21 Kranken aufgenommen. Es wurde als „an Großartigkeit der Anlage alle anderen Hospitäler Deutschlands übertreffend“ beschrieben. Etwa eineinhalb Jahre nach der Beurkundung der Stiftung erfolgte die Aufnahme von Kranken bzw. Pfründnern. Laut dem Stiftungsbrief sollte das Juliusspital „allerhandt Sorten Arme, Krancke, unvermögliche, auch schadthaffte Leuth, die Wundt- und anderer Arzzney nottdürfftig sein, dessgleichen verlassene Waysen und dann fürüberziehende Pilgram und dürfftige Personen“ aufnehmen. Wilhelm Schefferlein, genannt Opilio, wurde 1581 leitender Spitalarzt. 1583 war das Gebäude der Krankenanstalt Juliusspital weitgehend fertiggestellt. Ab 1583/1584 wurden auch psychiatrische Patienten ins Juliusspital aufgenommen, die nur in Ausnahmefällen von den anderen Spitalinsassen isoliert wurden. Einen auf die Behandlung der psychisch Erkrankten spezialisierten Arzt erhielt das Juliusspital jedoch erst 1798 mit dem dort langjährig bis 1825 auch in der psychiatrischen Ausbildung tätigen Mediziner und Zweiten Oberarzt (1807 bis 1826 Primärarzt) des Juliusspitals Anton Müller (1755–1827). Heinrich von Kleist hielt es zu Beginn des 19. Jahrhunderts für erwähnenswert, dass im Juliusspital „auch ein Protestat oder ein Jude Hilfe finden“ konnte. Ein bedeutender Psychiater der Universitätsklinik ab den 1880er Jahren war der auch als Psychiatriehistoriker publizierende Konrad Rieger, der die Psychiatrische Klinik des Juliusspitals von ab 1887 leitete.

## Stiftung
Die Stiftung, deren Entwicklung im 18. und 19. Jahrhundert insbesondere auf Reformen und Baumaßnahmen des Fürstbischofs Franz Ludwig von Erthal beruhte, ist Eigentümer von über 3300 Hektar Wald, rund 1100 Hektar landwirtschaftliche Güter und 177 Hektar Weinberge. Sie ist gemeinnützig und unterhält aus ihren Erlösen ein Krankenhaus sowie ein Senioren-, Pflege- und Pfründenerstift.
Das Juliusspital ist mit seiner Kirche St. Kilian eine eigenständige Pfarrei in Würzburg.
Die Stiftung Juliusspital Würzburg besteht heute aus folgenden Einrichtungen:
- Juliusspital Weinstuben
- Juliusspital Weinverkauf
- Juliusspital Altenheim (in moderner Form[29] seit 1967)[30]
- Juliusspital Würzburg Kliniken
- Restaurant Juliusspital Würzburg
- Palliativstation Juliusspital Würzburg (seit Mai 2001, ärztlich geleitet von dem Chefarzt der Anästhesieabteilung Rainer Schäfer und seinem seit 1996 als Anästhesist tätigen Oberarzt Heribert Joha, mit Akademie für Palliativmedizin, Palliativpflege und Hospizarbeit, geleitet von Günther Schuhmann)[31]
- Weingut Würzburg[32]

Seit 1995 gibt die Stiftung die dreimal jährlich erscheinende Mitarbeiterzeitschrift EMIL heraus.

## Krankenhaus

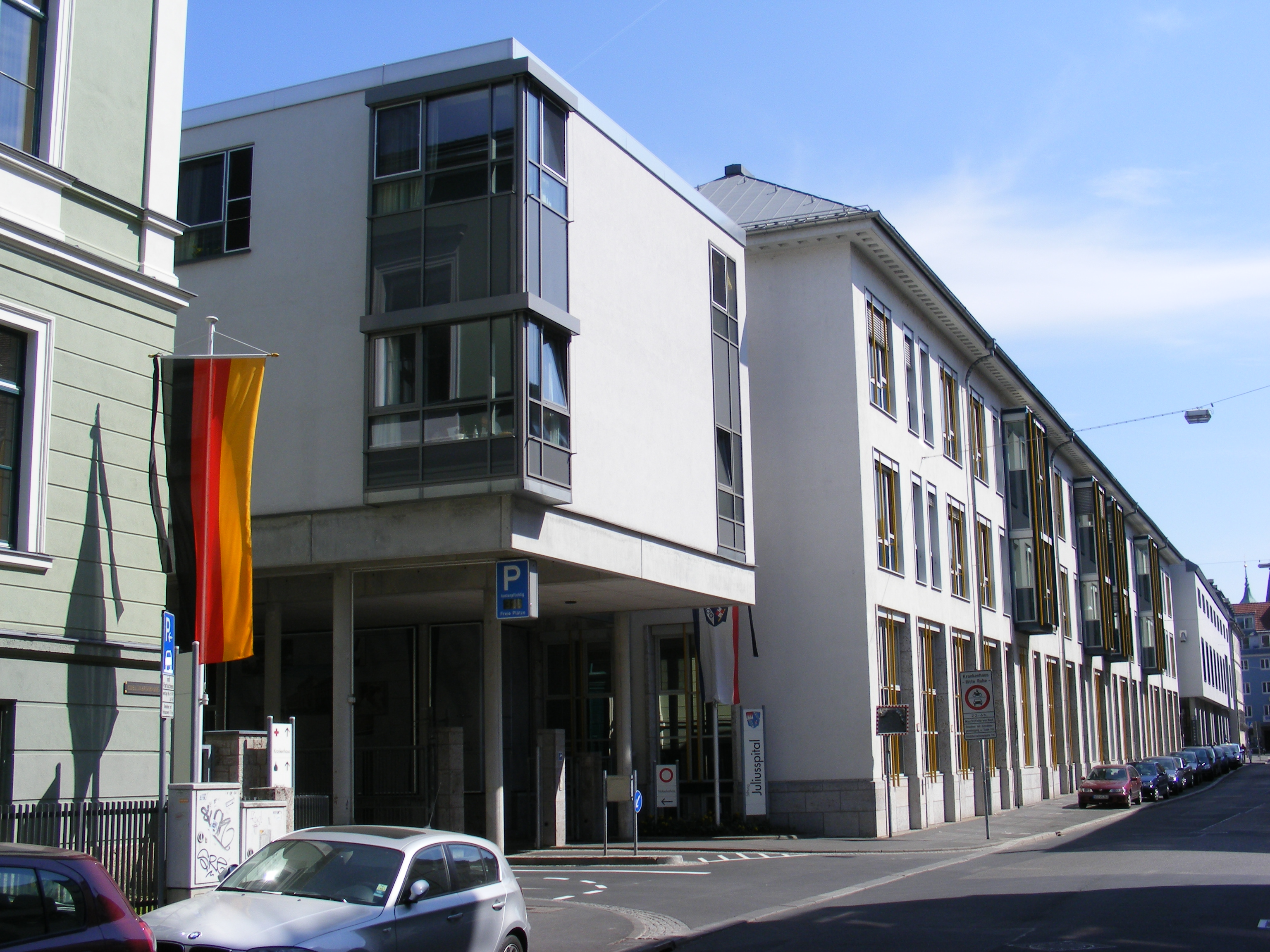
Krankenhausneubau (Koellikerbau), 2010

### Versorgungsaufgaben
Das Krankenhaus Juliusspital (auch: Krankenhaus der Stiftung Juliusspital) ist ein Krankenhaus der Schwerpunktversorgung (Versorgungsstufe II) und seit langer Zeit Akademisches Lehrkrankenhaus der Universität Würzburg mit Sitz in Würzburg. Das Juliusspital-Krankenhaus bietet seine Leistungen überregional an und besitzt 342 Betten, 11 Fachabteilungen, eine Apotheke und ein Physiotherapiezentrum.
Klinikum Würzburg Mitte (KWM)
Im Januar 2017 haben sich das Krankenhaus Juliusspital und die Missionsärztliche Klinik (Missioklinik) zum Klinikum Würzburg Mitte (Kurz: KWM) zusammengeschlossen. Die allgemein bekannten und traditionsreichen Namen der beiden Standorte blieben erhalten.
Der Krankenhausbetrieb wurde somit organisatorisch aus der Stiftung Juliusspital ausgegliedert.
So entstand ein Klinikum mit 663 Planbetten, rund 1.900 Beschäftigten und einem Umsatzvolumen von über 100 Mio. Euro im Jahr.
Träger der Klinikum Würzburg Mitte gGmbH sind die Stiftung Juliusspital Würzburg, der Verein für ärztlichen Dienst in Übersee – Missionsärztliches Institut Würzburg und der Verein Kinderklinik am Mönchberg e. V.

### Geschichte

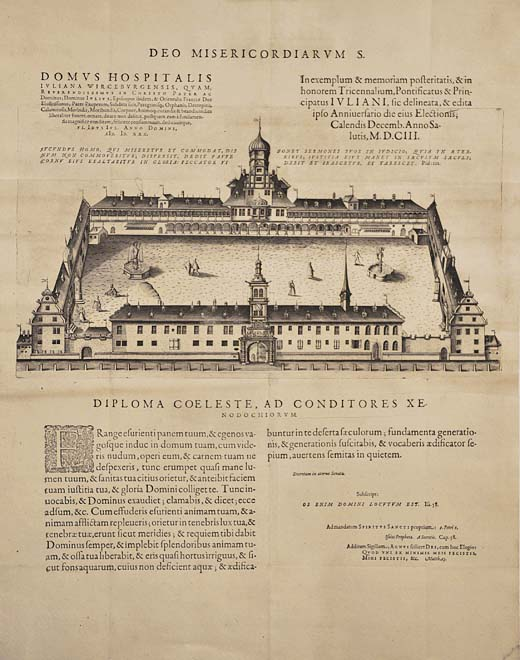
Juliusspital in der Renaissance-Anlage Georg Robins. Kupferstich von Johann Leypolt, 1604.

#### Medizinerausbildung

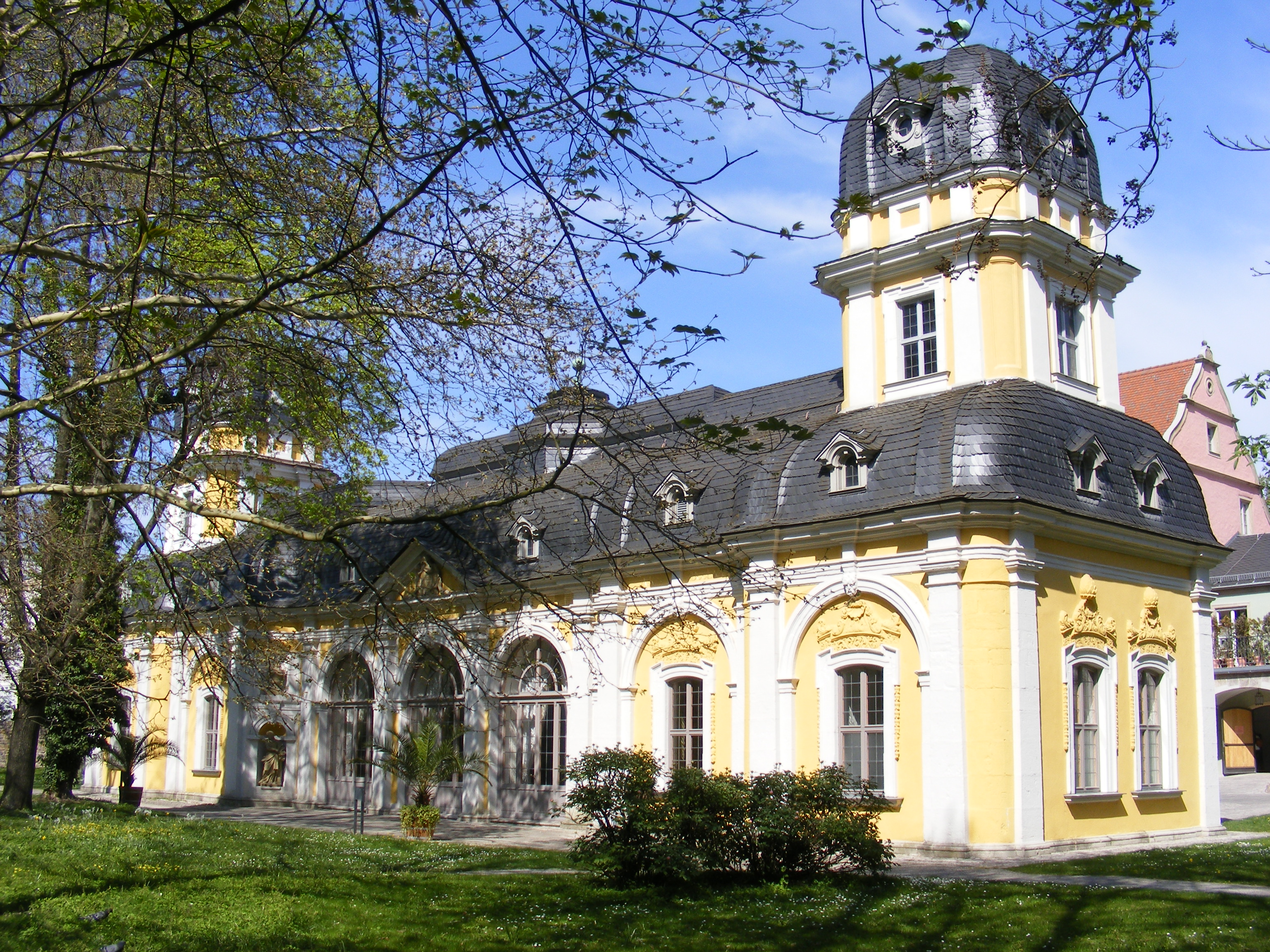
Gartenpavillon, 1704 von Joseph Greissing geplant und 1705–1714 von diesem errichtet.

Einige Jahre nach der Einweihung des Juliusspitals im Jahr 1580 übernahm dieses unter seinem ersten Spitalarzt Wilhelm Upilio die Ausbildung der Studenten der von Julius Echter neu geschaffenen Medizinischen Fakultät der Universität.

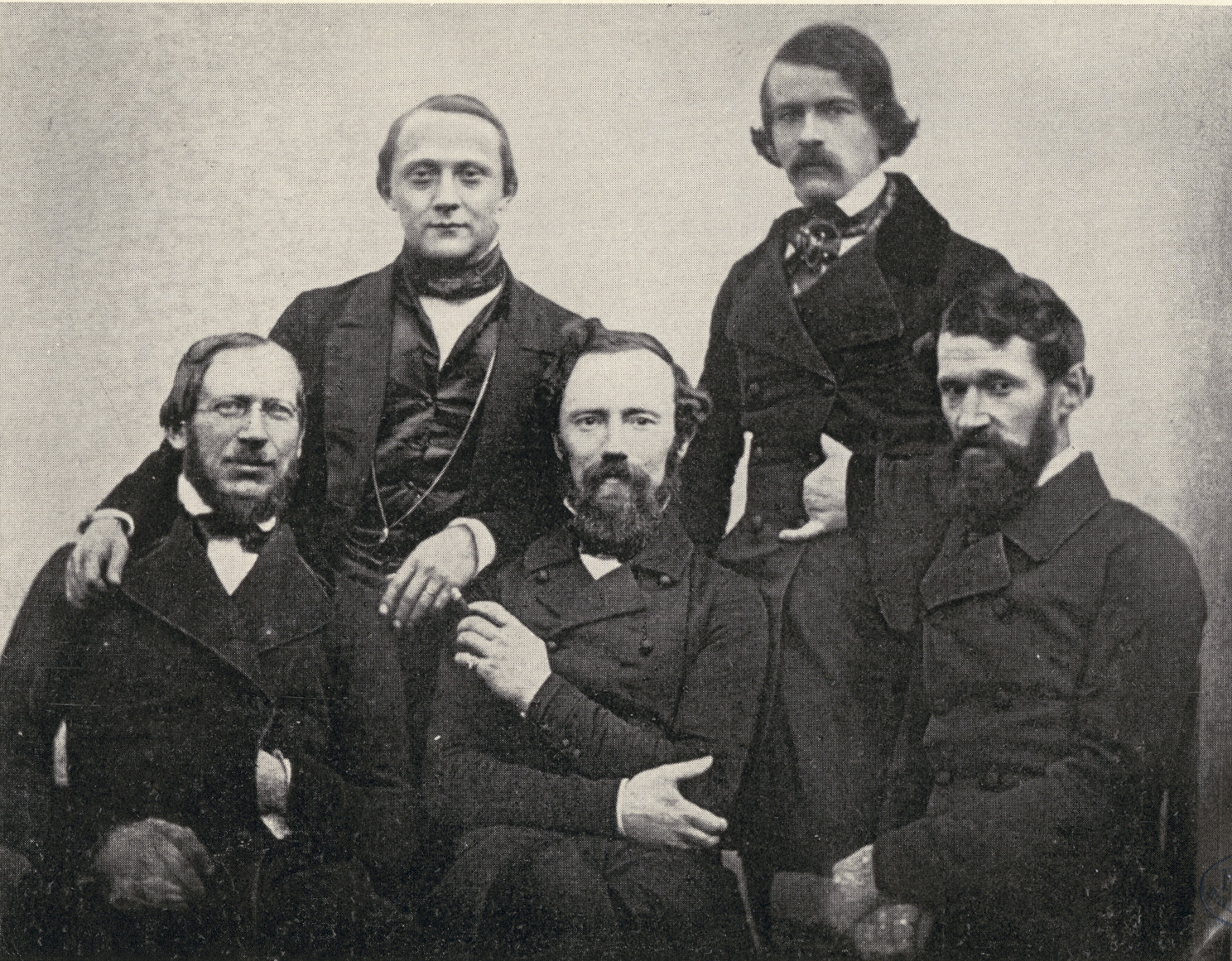
Würzburger Gelehrte am Juliusspital, 1850. Stehend von links: Rudolf Virchow, Albert von Koelliker; sitzend von links: Johann Joseph von Scherer, Franz Kiwisch von Rotterau, Franz von Rinecker

In der von 1726 bis 1853 zur Studentenausbildung im Fach Anatomie und Forschung genutzten, unter Johann Philipp Franz von Schönborn 1720 nach dem Vorbild der Leidener Anatomie als Theatrum anatomicum eingerichteten, aber erst unter Christoph Franz von Hutten vollendeten „Alten Anatomie“ wirkten unter anderem die Ärzte, Wissenschaftler und Hochschullehrer Carl Caspar Siebold (Begründer der akademischen Chirurgie), Albert von Kölliker, Rudolf Virchow, Cajetan Textor, Johann Lukas Schönlein, Carl Friedrich von Marcus und Heinrich von Bamberger. Weitere Gelehrte von Weltrang, die um 1850 am Juliusspital wirkten waren J. J. von Scherer, Franz Kiwisch von Rotterau und Franz von Rinecker. Das Gebäude war ursprünglich ein anstelle der zuvor dort bestehenden Ellenmühle als Sommerschlösschen 1705 bis 1714 durch Joseph Greissing unter Johann Philipp von Greiffenclau zu Vollraths errichteter Gartenpavillon. Im Spitalgarten wurde während des Zweiten Weltkriegs nach 1940 in Auftrag gegebenen Plänen des Architekten Ignaz Schmitt (1902–1999) ein großes Lazarett errichtet. Bei im Februar und März 1945 erfolgten Bombenangriffen, insbesondere am 16. März 1945, zerstörte Gebäude wurden unter Leitung der Architekten Albert Boßlet und (ab 1951) Ignaz Schmitt wiederhergestellt. Der ebenfalls 1945 zerstörte Pavillon wurde 1958 wieder als Festsaal aufgebaut. Heute finden im Gartenpavillon Konzerte und Tagungen statt. Die Figuren in den Fassadennischen des Pavillons schuf 1787 der Würzburger Hofbildhauer Johann Peter Wagner.
Der Gartenpavillon befindet sich an der Ostseite des ehemaligen „Julius Spitälischen und Botanischen Gartens“. Dieser Botanische Garten wurde unter der Regierung des Fürstbischofs Friedrich Karl von Schönborn-Buchheim angelegt und 1788 unter Franz Ludwig von Erthal erweitert, wobei auch das Anatomische Theater renoviert wurde.
Im Jahr 1734 erließ der Fürstbischof Friedrich Carl von Schönborn eine Studienordnung, die von den Ärzten des Juliusspitals verlangte, ihre Schüler beim Krankenbesuch mitzunehmen. Am Juliusspital als Ort und Krankenhaus der Medizinischen Fakultät der Universität wurde durch Franz Heinrich Meinolph Wilhelm (auch Franz Heinrich Meinolf Wilhelm, 1725/1728–1794) im Winter 1772/73 erstmals in Würzburg ein klinischer Unterricht, in dessen Rahmen als Collegium clinicum Studenten (ambulante) Patienten unter Aufsicht behandeln durften, eingeführt, der jedoch im Juli per (bis 1872 in Kraft gebliebenem) Dekret des Fürstbischofs wieder eingestellt wurde und es somit noch nicht zur Etablierung einer Poliklinik im Juliusspital gekommen ist (eine 1807 gegründete Universitäts-Poliklinik stand organisatorisch in keinem Zusammenhang mit dem Juliusspital). Wilhelm, der ab 1751 in Würzburg studiert und ab 1751 eine Stelle als Arzt am dortigen Dietricher Spital hatte, hatte 1767 den unter Adam Friedrich von Seinsheim neu errichteten Lehrstuhl für die auf Betreiben Wilhelms nach Leidener bzw. Wiener Vorbild errichtete Medizinische Klinik, verbunden mit der Stelle als leitender Arzt, erhalten und war ab Mai 1769 Nachfolger von Andreas Joseph Rügemer (1718–1779). Ab 1769 war Wilhelm zweiter Spitalarzt und, wie sein Vorgänger, der Professor für Materia medica und fürstbischöfliche Leibarzt Johann Vogelmann (1694–nach 1764), auch Professor der Chemie. Auf Wilhelm geht die erste Würzburger Pharmakopoe zurück. 1785 wurde er erster Spitalarzt (Oberarzt) und hielt als erster Professor und Direktor der Medizinischen Klinik in Würzburg Vorlesungen nicht mehr in lateinischer, sondern in deutscher Sprache. Meinolph Wilhelm hatte, nachdem er zuvor nach Paris geschickt worden war, um das dortige Spitalwesen zu erkunden, vom Fürstbischof einen Lehrauftrag für medizinische Praxis und Chemie erhalten. Nach seinen Erfolgen bei der Einführung der Pockenimpfung im Bistum Würzburg wurde er 1768 zum Hofrat (und 1769 zum ordentlichen Professor) ernannt.
Das Juliusspital verfügte auch über eine Psychiatrische Klinik, über die im Jahr 1800 der Dichter Heinrich von Kleist seiner Verlobten berichtete und die er auch in seinem Werk Die heilige Cäcilie oder die Gewalt der Musik schilderte. Erste mit der Versorgung der „Geisteskranken“ betraute Spitalärzte der „Irrenabteilung“ waren von 1794 bis 1798 Georg Christoph Siebold (1767–1798), 1798 bis 1825 Anton Müller (1755–1827) und 1826 bis 1833 Johann Lukas Schönlein, erste Leiter der Psychiatrischen Universitätsklinik im Juliusspital waren von 1834 bis 1862 Carl Friedrich von Marcus, 1863 bis 1883 Franz von Rinecker und 1884 bis 1886 Hubert von Grashey. Patienten zur Behandlung von Epilepsien wurden vor 1773 vereinzelt im Juliusspital behandelt, von 1773 bis 1805 im ehemaligen, nach dem ehemaligen Wohnhaus des Neumünster-Kanonikers Philipp Franz Ganzhorn benannten, „Ganzhornischen Haus“ (später „Welz-Haus“ genannt) in der Klinikstraße 6, von 1805 bis 1820 wieder im Hauptgebäude des Juliusspital, dann 1821 bis 1845 in unmittelbarer Nähe in der Klinikstraße 3 (im ehemaligen Wohnhaus des Geburtshelfers Elias von Siebold) und 1845 bis 1961 in einem von dem Bankier Joel Jakob von Hirsch 1843/1844 errichteten Gebäude der Klinikstraße 10 (wo später das durch einen vom Bischof Josef Stangl eingeweihten Tunnel mit dem Krankenhaus verbundene Juliusspital-Altenheim errichtet wurde) auf dem Gelände der 1840 vom Juliusspital erworbenen „Reisgrubenmühle“, wobei die Mittel für den Umbau hauptsächlich aus einer Dotation des Theologen und Archivars (Johann) Ignaz Seidner (1753–1829) stammten.
Zu den bedeutenden Hochschullehrern am Juliusspital gehörten außer den bereits oben genannten unter anderem Adriaan van Roomen (als Professor für theoretische Anatomie von 1593 bis 1604 Würzburgs erster Professor der Medizinischen Fakultät), der Ordinarius (1731 bis 1779) für Anatomie und Chirurgie sowie (bis zu seinem Tod am 26. Januar 1779) Oberchirurg Georg Christoph Stang (1703–1779; Schwiegervater von Carl Caspar Siebold), ab 1737 der Anatomie- und Chirurgieprofessor Georg Ludwig Hueber († 1768; promovierte über die später so genannten Würzburger Lügensteine) Georg Christoph Siebold (der 1795 promovierte und 1796 als Nachfolger von David Anton Ehlen zum Primararzt und Direktor der Medizinischen Klinik ernannte und 1792 als außerordentlicher Professor für Allgemeine Heilkunde, Diätetik und Geburtshilfe erstmals ein Kolleg über Kinder- und Frauenkrankheiten anbietende Sohn von Carl Caspar von Siebold und Vater von Philipp Franz von Siebold), Ignaz Döllinger, Franz von Rinecker und Carl Adolf Gerhardt. Die Studenten am wurden vor allem in Kriegszeiten auch in der Behandlung von Hieb- und Schusswunden ausgebildet, so beispielsweise um 1800 unter den Professoren Johann Nicolaus Thomann (ab 1796 Zweiter Spitalarzt, ab 1798 Erster bzw. Oberarzt), Carl Caspar von Siebold (unterstützt von Johann Bartholomäus von Siebold). Später erfolgte nach etwa 340 Jahren und nachdem Wilhelm von Leube, der Direktor der Medizinischen Klinik, die Errichtung eines neuen Universitätskrankenhauses angestrebt hatte, die Trennung von Universität und Juliusspital. Auch danach konnte sich, beginnend mit dessen chirurgischen und medizinischen Abteilungen, das Juliusspital, etwa unter den von 1921 bis 1953 auch dem Administrationsrat des Juliusspitals angehörenden Chefärzten Eduard Bundschuh (1883–1965; Chefarzt der Chirurgischen Abteilung von 1921 bis 1952, dem 1933 die Habilitation verweigert wurde) und Alfons Foerster (1889–1940; von 1921 bis 1940 Chefarzt der Medizinischen Klinik – nach der Trennung von Universität und Juliusspital), eigenständig weiterentwickeln. Im März 1987 wurde eine Neurologische Abteilung eröffnet, deren Chefarzt Hans Molitor (* 1951) wurde.
Nachfolger von Alfons Foerster als Leiter der Medizinischen Abteilung bzw. (erneut seit 1971) Medizinischen Klinik bis zu Beginn des 21. Jahrhunderts waren von 1940 bis 1949 zunächst kommissarisch dann von 1950 bis 1970 als Chefarzt Robert Schwab (1905–1987), von 1970 bis 1988 Willibald Schmitt (* 1923), danach ab 1988 Ignaz O. Auer (für die Bereiche Gastroenterologie/Hepatologie und Rheumatologie) und von 1988 bis 2001 der Kardiologe Josef Walter (* 1937 in Prag), gefolgt im September 2001 von Malte Meesmann (* 1955).
Nachfolger von Eduard Bundschuh waren Ludwig Markowsky, der Chirurg Rudolf Schautz (1919–1991, von 1968 bis 1984 Chefarzt der Chirurgischen Abteilung bzw. der Chirurgischen Klinik, zudem Oberpflegeamtsrat), Bernward Ulrich (* 1940, von 1984 bis 1986 Nachfolger von Schautz, später Chefarzt in Düsseldorf-Gerresheim), Bernd Gay (* 1941, Chefarzt der Unfallchirurgie ab 1987), Erich Schmidt (* 1943 in Würzburg; Chefarzt der Allgemein- und Viszeralchirurgie von 1887 bis 1997, erhielt 1980 mit Hans-Peter Bruch den von Langenbeck-Preis und führte 1996 eine Gracilisplastik durch) und dessen Nachfolger Ekkehard Schippers (* 1953 in Stockach), der sich 1992 bei Volker Schumpelik habilitierte und 1998 Chefarzt der Chirurgischen Klinik im Juliusspital wurde.
Die Chirurgische Abteilung des Juliusspitals wurde im Januar 1971 in Chirurgische Klinik umbenannt. Eine eigene Urologische Abteilung erhielt das Juliusspital 1973, mit deren Leitung der bisherige, unter dem Chirurgen Rudolf Schautz tätige, Oberarzt Hans-Horst Teichmann (* 1930) bis 1993 betraut wurde (Nachfolger wurde Vitus Heller); eine eigenständige Anästhesieabteilung entstand 1973. Eine Intensivstation wurde im selben Jahr unter dem Chefarzt der Anästhesieabteilung Eckart Treutlein (* 1937) eingerichtet. Im Februar 1978 wurde das Juliusspital Lehrkrankenhaus der Julius-Maximilians-Universität.

#### Baugeschichte

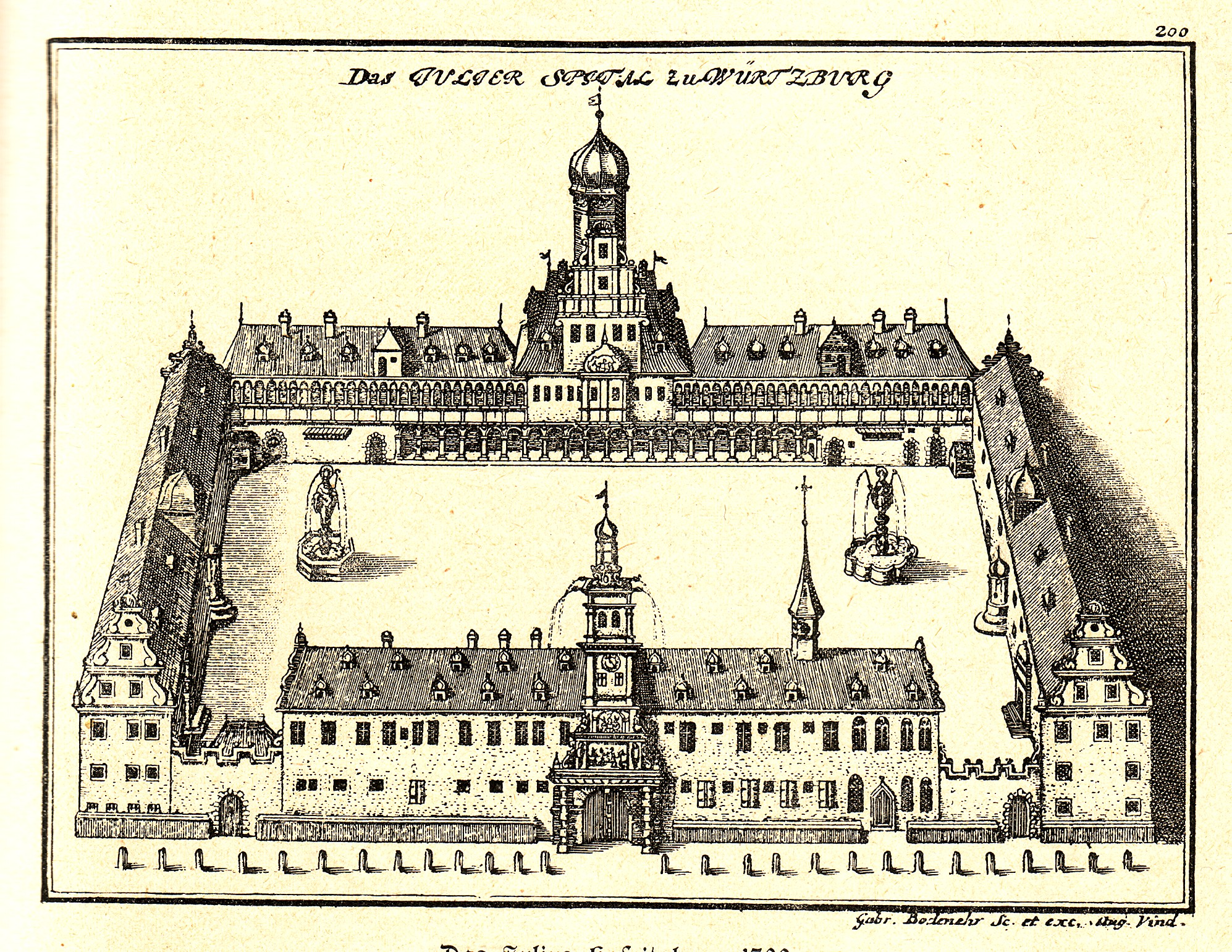
Das Julius-Spital kurz vor dem Brand von 1699.

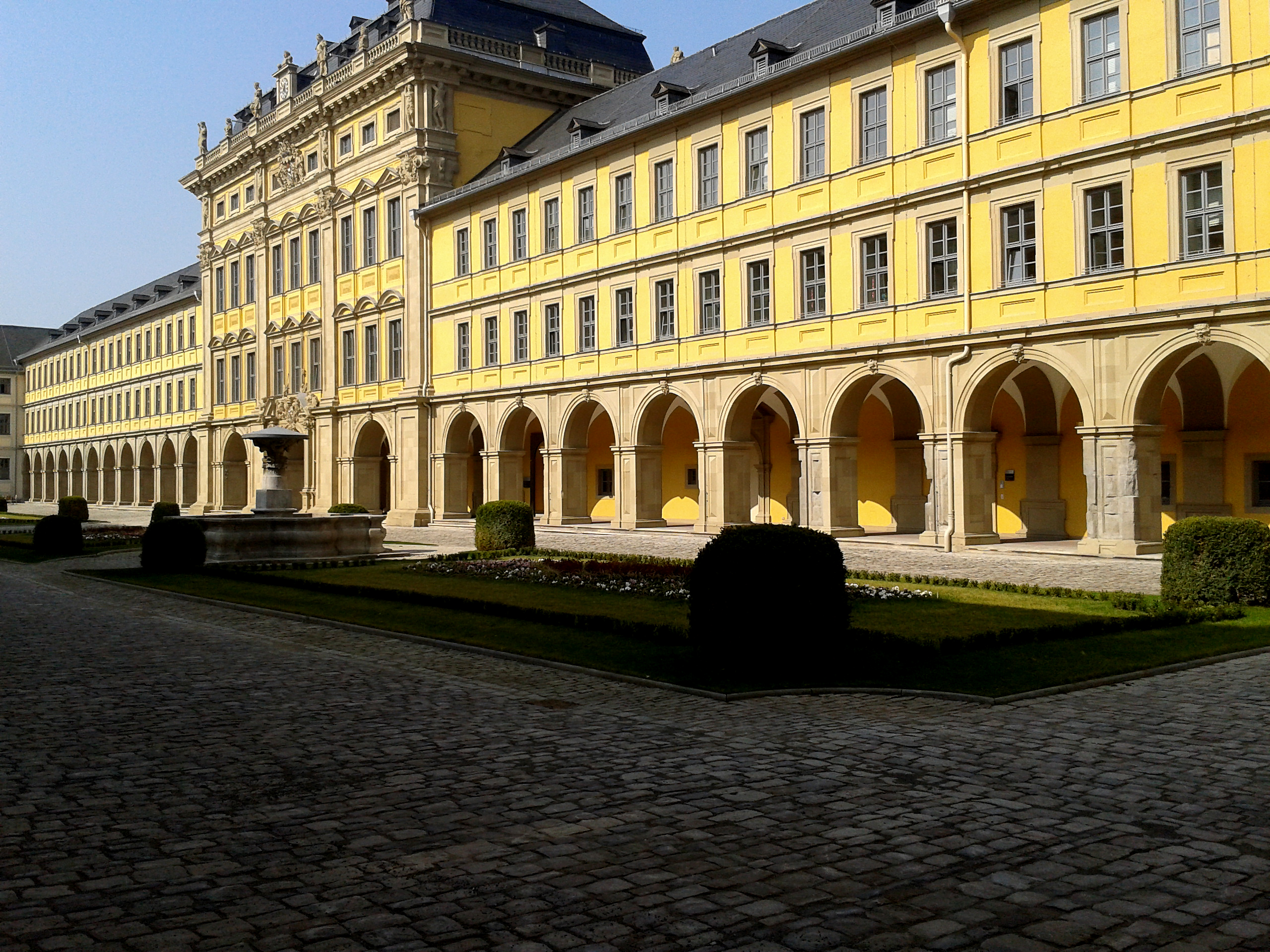
Juliusspital, hochbarocker Nordflügel mit zentralem Fürstenbau und Arkaden von der Hofseite, 1702–1714 errichtet.

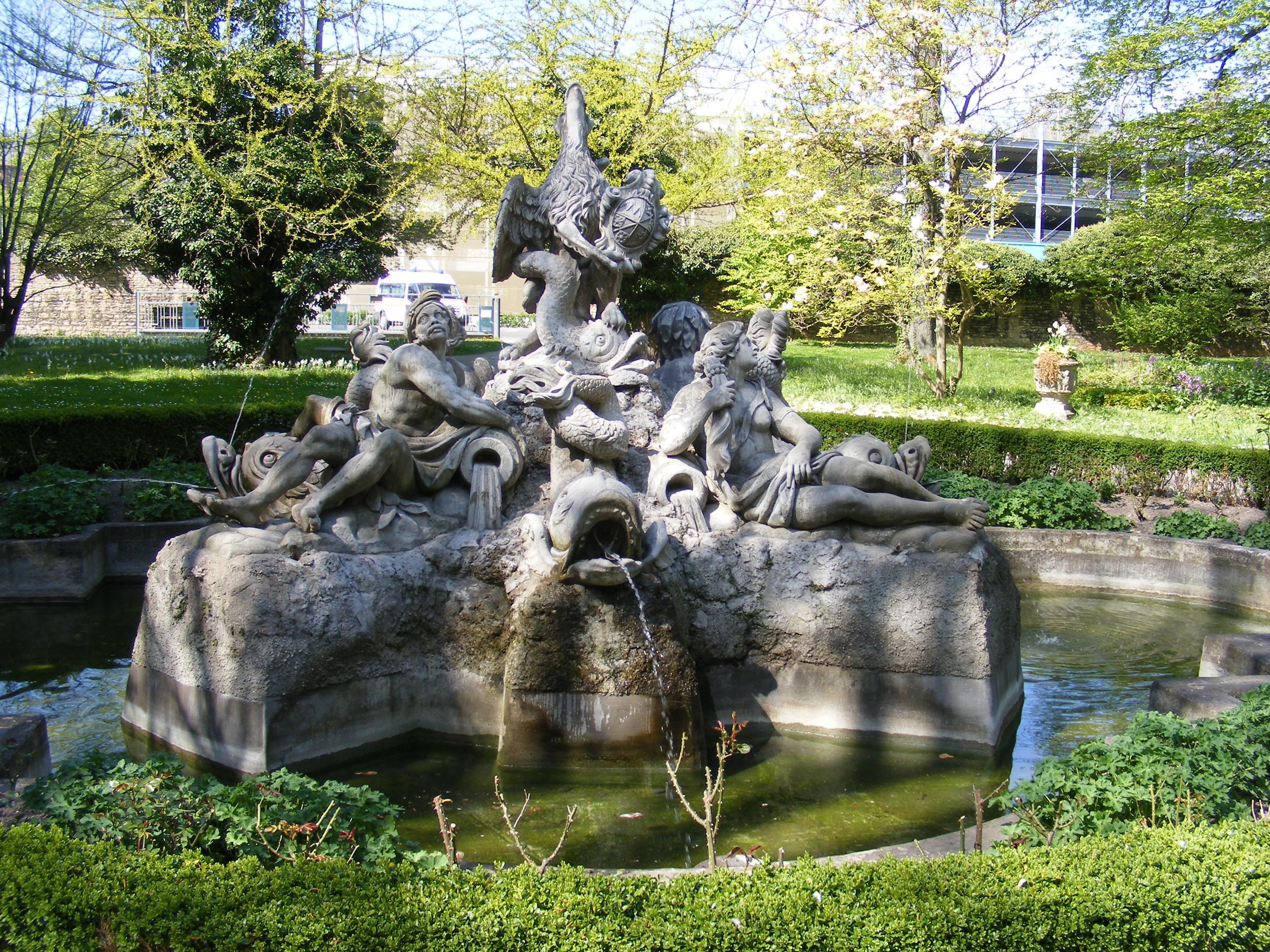
In der ersten Greiffenclau-Zeit geschaffener „Vierströmebrunnen“ mit Flusspersonifikationen, Delfinen und einem mit seinen Klauen das Fürstenwappen haltenden Greifen.

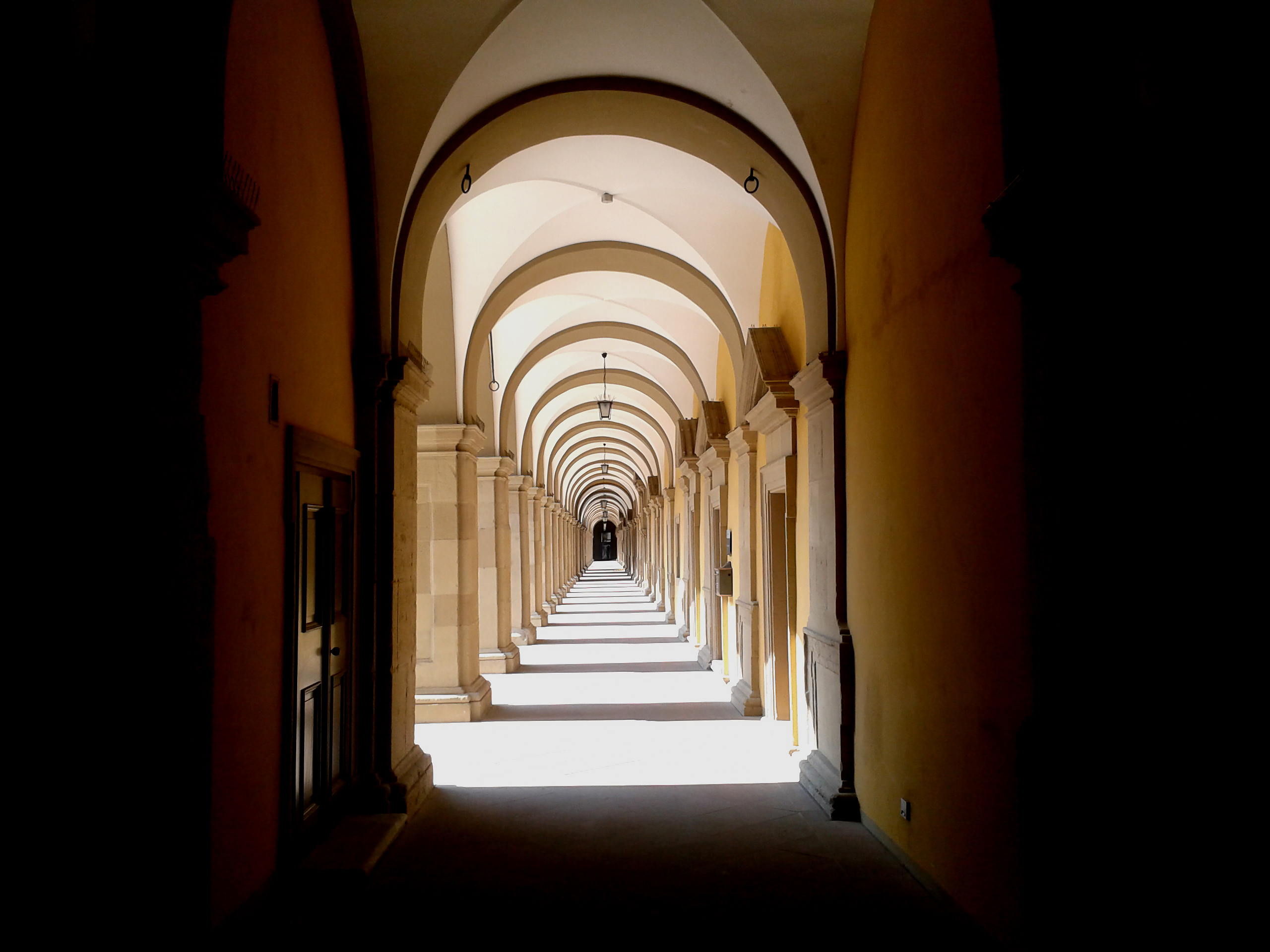
In den Arkaden des Juliusspitals.

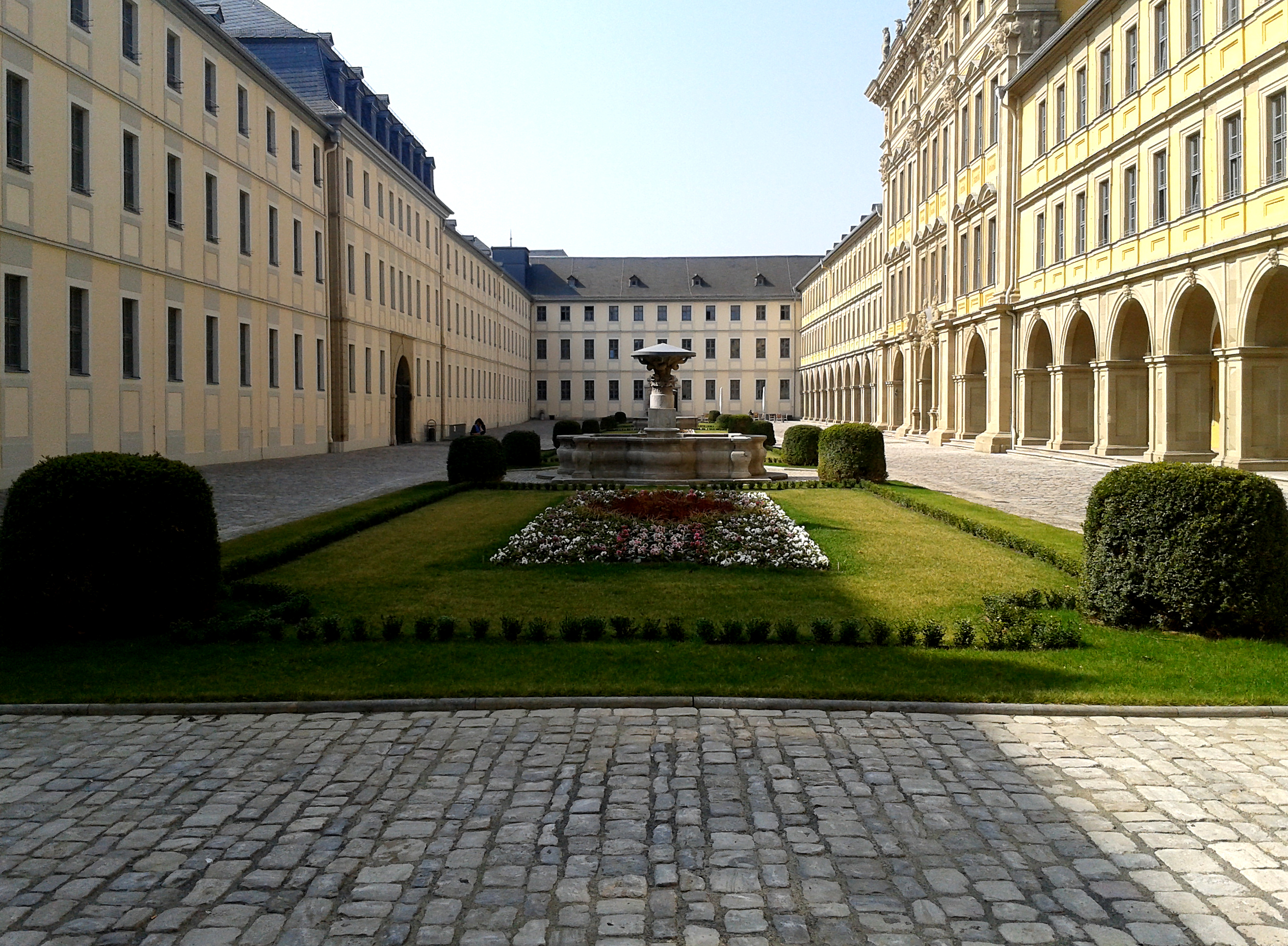
Innenhof Juliusspital (2012): rechts barocker Arkadenbau, links klassizistischer Flügel.

Die Ur-Anlage entstand um 1585 nach Plänen von Georg Robin als rechteckiger, um einen Hof angeordneter Komplex im Renaissancestil nördlich außerhalb der inneren Stadt. Es war der erste moderne Hospitalbau dieser Größenordnung in Deutschland. Ein Kupferstich von Johann Leypold aus dem Jahre 1603 gibt das damalige Aussehen der Vierflügelanlage wieder. Als Vorbilder werden italienische Hospitalbauten sowie Spitäler in Beaune (Hôtel-Dieu) und Salzburg (Admonter Hof) genannt.
Anstelle des 1699 durch einen Brand zerstörten Nordflügels planten Antonio Petrini und der von Anfang an ebenso als „baw meister“ in den Quellen genannte Joseph Greissing ab 1700 einen großzügigen barocken Neubau. Dessen mittlerer, um ein Mezzaningeschoss erhöhter und durch ein balustradengesäumtes Mansarddach aus dem weitläufigen Nordflügel herausgehobener Baukörper, dessen Vorbild möglicherweise der Wiener Palais Liechtenstein war, wurde bereits damals als Fürstenbau bezeichnet und diente dem beauftragenden Fürstbischof Johann Philipp II. von Greiffenclau zu Vollraths (regierte 1699–1719) zeitweilig als Stadtresidenz. Erst im Herbst 1701, also deutlich nach Petrinis Tod am 8. April 1701, wurde die Endfassung der Pläne durch den Fürsten approbiert und der nun allein verantwortliche Joseph Greissing konnte mit dem Abbruch der Brandruine beginnen. Das Graben der Fundamente im Frühjahr 1702 markiert den Start der eigentlichen Neubauarbeiten, die sich zwar bis 1714 hinzogen, jedoch waren große Teile bereits ab 1706/1707 nutzbar. Für die Ausmalungen der Fürstenzimmer konnte der aus Innsbruck stammende Künstler Melchior Steidl gewonnen werden. Der in Diensten des Fürstbischofs tätige Baumeister Balthasar Neumann, der auch die Würzburger Residenz erbaute, war als bautechnischer Beirat unter anderem beim bis 1749 erfolgten Wiederaufbau des im November 1745 niedergebrannten Mittelbaus (Fürstenbau) des Juliusspitals maßgeblich beteiligt. Steidls 1706 ausgeführte Arbeiten wurden, angeregt 1785 durch den Präsidenten des Juliusspitals, den Domkapitular Friedrich Karl Ernst Gottfried, Marquard Hugo, von Guttenberg, im Rahmen eines 1788/1789 im Innern vorgenommenen klassizistischen Umbaus zerstört.
Der 1708 fertiggestellte, „Vierströmebrunnen“ genannte Springbrunnen, im „Lustgarten“ des Juliusspitals ist eine bauplastische Arbeit des Hofbildhauers Jacob van der Auwera, der seit 1700 in Diensten des Spitals stand. Am 5. Juni 1706 hatte Auwera den Auftrag dazu von Fürstbischof Greiffenclau, dem auch ein konkurrierender Entwurf von Balthasar Esterbauer vorlag, erhalten. Die Gartenanlage des Juliusspitals gehört mit den von Kurfürst Lothar Franz von Schönborn begründeten Gartenanlagen in Schloss Seehof und Schloss Gaibach zur Zeit der Entstehung im ersten Jahrzehnt des 18. Jahrhunderts zu den ansehnlichsten in Mainfranken. 1785 bis 1793 wurden die straßenseitigen drei Flügel des Spitalbaus durch einen Neubau ersetzt.
Seit 1683 versorgt die von 1683 bis 1732 von Johann Michael Sutor geleitete Apotheke des Juliusspitals das Krankenhaus mit Arzneimitteln und beliefert seit 1982 auch mehrere andere Krankenhäuser in Würzburg mit Arzneimitteln. Die Arbeitsräume der aktiven Apotheke befinden sich auf beiden Seiten der Rokoko-Offizin im Fürstenbau.

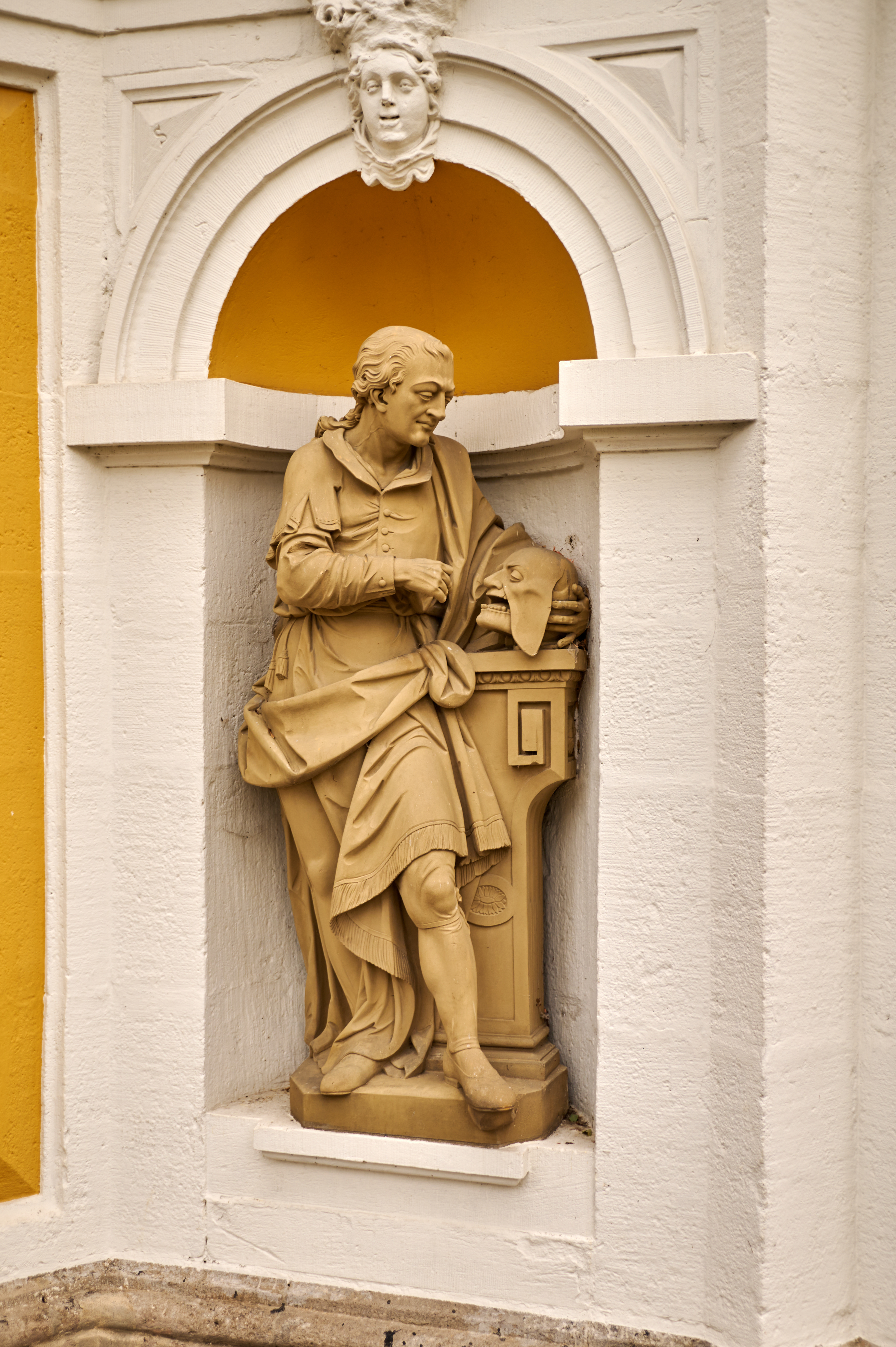
Eine der zwei Anatomenstatuen am ehemaligen Anatomiegebäude des Juliusspitals

Die Apotheke wurde in den Jahren 1760–1765 nach dem Brand von 1699 wieder aufgebaut. Die denkmalgeschützten Rokoko-Apotheke ist bei Führungen des Weinguts Juliusspital zugänglich. In den Räumen befindet sich eine vollständig erhaltene und kunsthistorisch bedeutsame Rokoko-Offizin. Antonio Giuseppe Bossi schuf Decken und Fensterverzierungen im Rocaillestuck. Andreas Thalheimer malte die Fresken des Kreuzgewölbes mit Allegorien der vier Elemente. Johann Georg Oegg schuf 1762 einen Höhepunkt der Schmiedekunst des 18. Jahrhunderts darstellenden schmiedeeisernen Rezepturaufsatz über dem Rezepturtisch. Johann Peter Wagner schuf die Arzneischränke links und rechts des Rezepturtisches mit Lindenholzfiguren der vier Jahreszeiten.
Auch die um 1787 geschaffenen Statuen zweier Anatomen am Gartenpavillon stammen von Wagner. Die Anatomie zog später vom Anatomie-Pavillon an ihren nicht weit entfernten neuen, von dem Anatomen und Dekan Martin Münz im April 1842 empfohlenen Standort um.
Nach dem Auszug der Universitätskliniken aus dem Juliusspital ging der zum Beispiel der chirurgische Hörsaaltrakt (wie bereits 1876 vereinbart) in das Eigentum der Stiftung Juliusspital über. 1922/1923 begannen Abbrucharbeiten des 1889 errichteten Gebäudes und nach Plänen des Juliusspital-Architekten Max Schreyer folgte bis 1924 eine Umgestaltung mit modernen Installationen.
Die Anlage des Juliusspital-Krankenhauses wurde im Zweiten Weltkrieg 1945 zerstört und bis 1955 wieder aufgebaut.
Eine eigenständige Röntgenabteilung entstand 1968, geleitet bis 1987 von der zuvor ab 1963 unter Robert Schwab als Oberärztin und Röntgenärztin der Medizinischen Abteilung tätigen Annemarie Vliegen (ab 1973 Chefärztin der Röntgenabteilung, oberärztlich unterstützt von Marianne Hofmann) und danach von ihrem Nachfolger Wolfgang G. H. Schmitt (* 1945). 1969 entstand unter Leitung des zuvor als Oberarzt der Medizinischen Abteilung tätigen Alois Weber (* 1930 in Holzkirchhausen) das Zentrallabor, das der ab 1982 auch als Betriebsarzt wirkende Weber (ab Dezember 1984 als Chefarzt) bis 1996 leitete, bevor er 1999 die Krankenhaushygiene übernahm.
Im 1995 errichteten Gebäude an der Koellikerstraße sind heute sämtliche Funktionseinheiten und Bettenstationen des Krankenhauses untergebracht.

### Medizinische Ausrichtung
Das Juliusspital-Krankenhaus hat die folgenden elf medizinischen Fachkliniken als zusätzliche Fachabteilungen:
- Gastroenterologie/Rheumatologie
- Kardiologie
- Orthopädie, Unfall- und Wiederherstellungs-Chirurgie, Allgemein- und Viszeralchirurgie
- Neurologie/Neurologische Frührehabilitation
- Anästhesie
- Palliativmedizin
- Radiologie
- Zentrallabor
- Intensivstation konservativ
- Intensivstation operativ

## Weingut Juliusspital

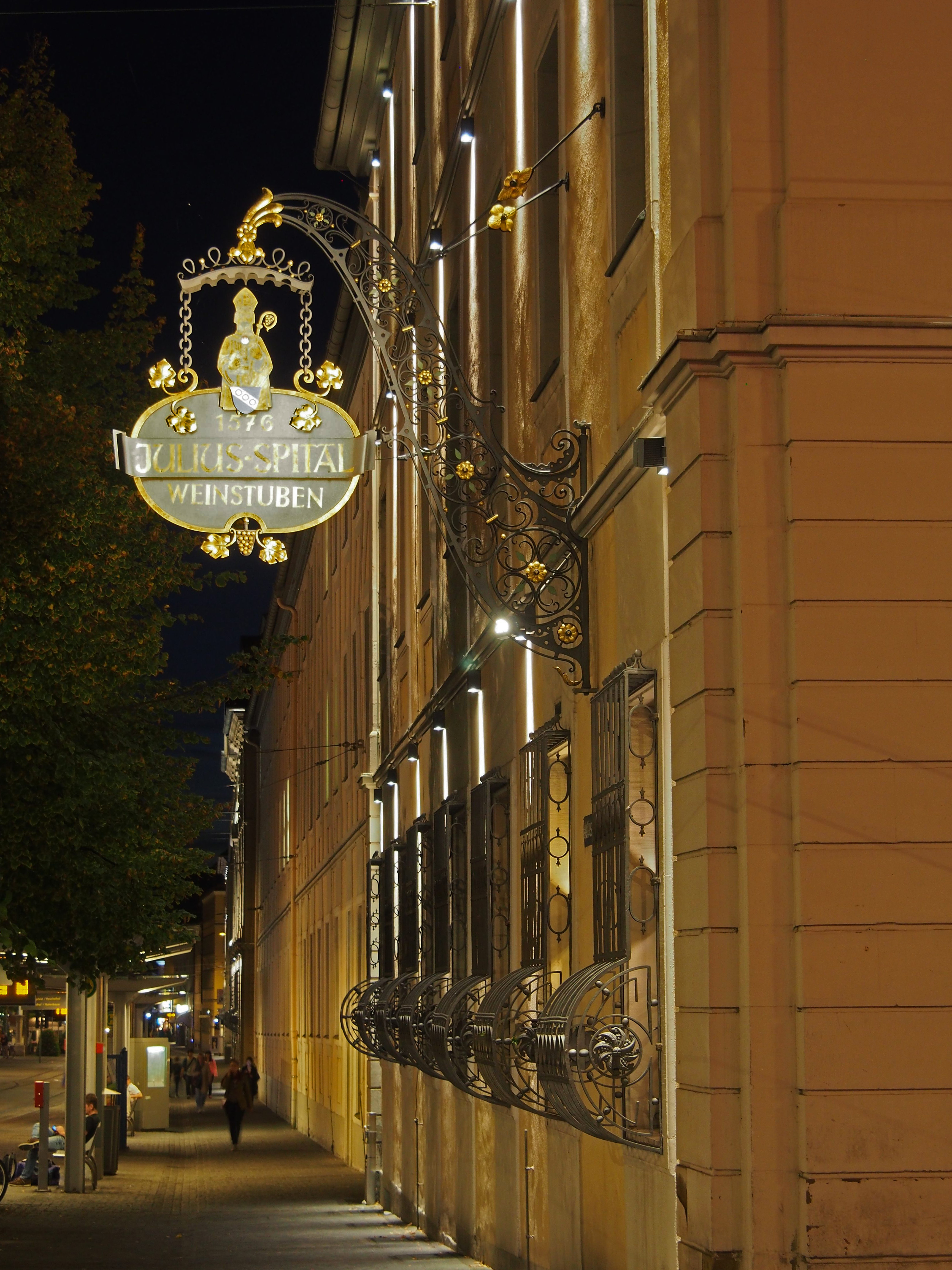
Wirtshausschild der Weinstube

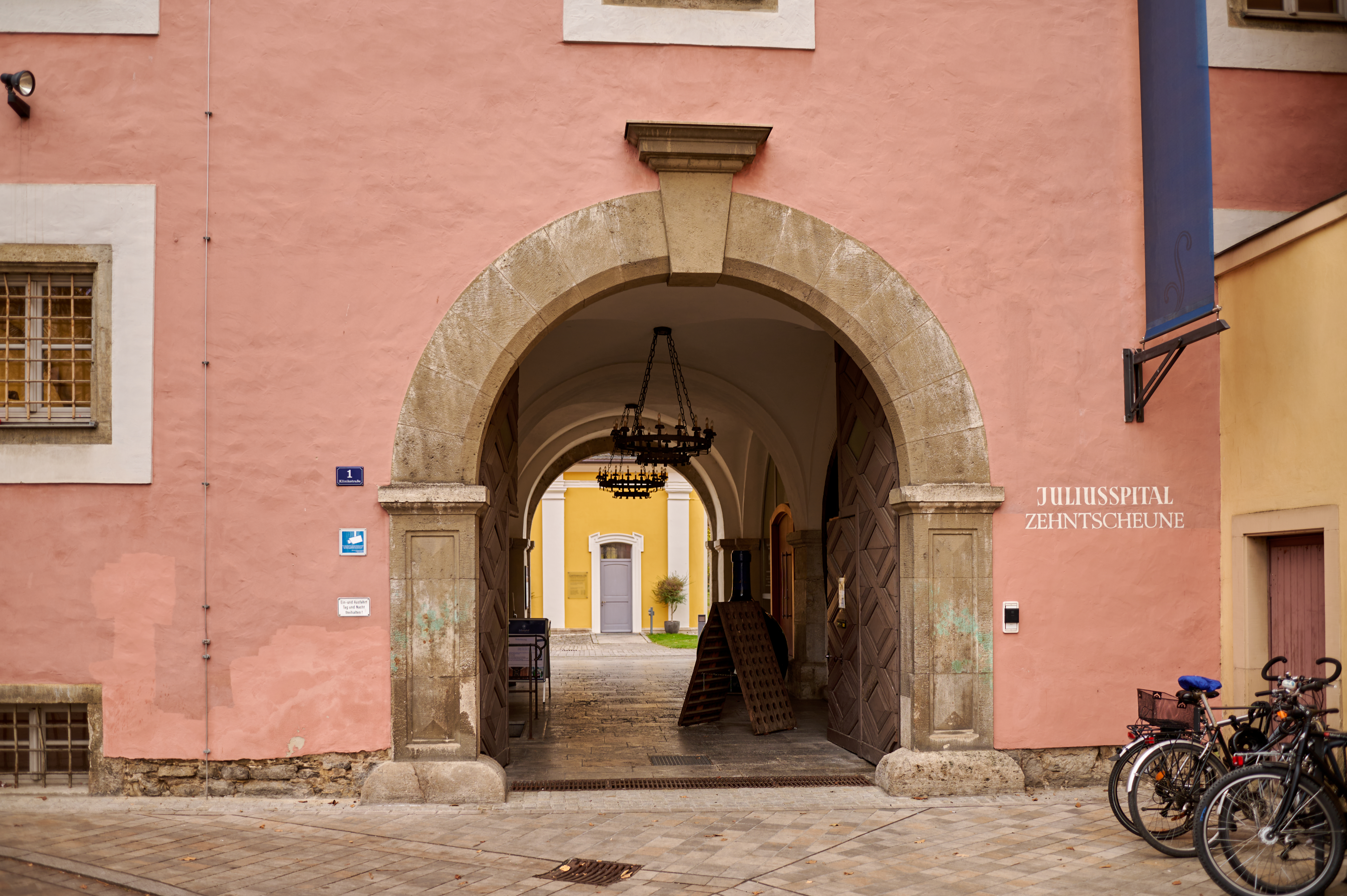
Ehemalige Zehntscheune des Juliusspitals, heute Weinverkaufsstelle

Das Weingut Juliusspital ist das zur Stiftung gehörende Weingut. Es ist ein Spitzenweingut und gehört seit 1955 zum Verband Deutscher Prädikatsweingüter (VDP). Vom Gault Millau Deutschland Weinguide wurde es mit vier Trauben klassifiziert; bei Eichelmann mit 3,5 Sternen. Es verfügt über 180 Hektar Rebland in allen Spitzenlagen von Franken: so zum Beispiel am Würzburger Stein, Randersackerer Pfülben, Iphöfer Julius-Echter-Berg, Rödelseer Küchenmeister, Escherndorfer Lump und Vogelsburger Pforte. Es produziert 60 verschiedene Weine. Die vorherrschende Rebsorte ist traditionell mit 43 % der Silvaner. Stark vertreten sind daneben Riesling (20 %) und Müller-Thurgau (17 %). Vier Große Gewächse entstehen unter besonders strengen Anforderungen. Die Erträge des Weingutes fließen in die Stiftung Juliusspital ein. Die Bocksbeutel-Flaschen des Juliusspitals haben als Kennzeichen eine Schulterwappen-Prägung mit dem Amtssiegel des Stifters. Unter dem Fürstenbau des Juliusspitals befindet sich der 250 Meter lange Holzfasskeller mit 220 Fässern und Flaschenlager. Bei der Krönung von Elisabeth II. wurde eine 1950er Riesling Auslese aus der Lage Iphöfer Julius-Echter-Berg ausgeschenkt.
Wie die beiden anderen großen Würzburger Weingüter – der Staatliche Hofkeller und das Bürgerspital zum Heiligen Geist – veranstaltet das Juliusspital ein Weinfest und bietet das Weingut Juliusspital Führungen durch das weitläufige Stiftungsareal und den Weinkeller an. Einen Direktverkauf für private Kunden gibt es in der Vinothek Weineck Julius Echter in der Koellikerstraße.

## Filme
- Das Würzburger Juliusspital. Film von Hiltrud Reiter, BR 2007, gezeigt am 27. September 2009 in BR-alpha um 18:00 – 18:45 Uhr. (Gemeinnützige Stiftung im Weinbau, Landwirtschaft, Forstwesen, Gesundheitswesen).